# Sjunger Sigge Fürst
Sjunger Sigge Fürst – minialbum szwedzkiego doom metalowego zespołu Candlemass. Ten album wraz z piosenkami został oryginalnie nagrany w latach 40 i 50 przez legendarnego szwedzkiego aktora i śpiewaka Sigge Fürsta.

## Lista piosenek
1. Bullfest – 03:16
2. Samling Vid Pumpen – 02:48
3. Bröllop På Hulda Johanssons Pensionat – 02:46
4. Tjo Och Tjim Och Inget Annat – 02:47

## Wykonawcy
- Thomas Vikström – wokal
- Mats Björkman – gitara rytmiczna
- Lars Johansson – gitara prowadząca
- Leif Edling – gitara basowa
- Jan Lindh – perkusja